# Права црква Исусова
Права црква Исусова (кинески: 真耶穌教會) су следбеници протестанског евангелистичког покрета који је настао у Пекингу, Кина 1917. године при Пентекосталној цркви „ради обнове хришћанског живота и вере“. Следбеници Праве Цркве Исусове су многобројни у Кини и Тајвану. Данас их у свету има око 1,5 милиона.

## 10 главних доктрина и веровања
Десет основних доктрина и веровања Праве црке Исусове су:
1. Свети Дух: „Примање Духа Светога, потврђено говорењем језика, јесте потврда нашег наслеђа Царства Небеског“.
2. Крштење: „Вода крштења јесте сакрамент опраштања грехова и обновљења. Крштење се обавља у природној живој води, попут реке, мора или извора. Онај који крштава, који је већ примио крштење водом и Духом Светим, врши крштење у име Господа Исуса Христа. особа која се крштава треба да буде потпуно погружена у воду са главом погнутом уи лицем надоле“.
3. Прање стопала: „Сакрамент прања ногу омогућава ономе који га врши да има удела са Господом Исусом. Он такође служи за непрестано подсћеање да је неопходно имати љубав, светост, смирење, праштање и служење. Свакој особи која прими крштење водом бивају опране ноге у име Исуса Христа. Узајамно прање ногу се практикује кад год је то прикладно“
4. Света причест: „Свето причешће је Света тајна која симболизује смрт Исуса Христа. Помоћу ње можемо да окусимо тело и крв нашег Господа, да стекнемо вечни живот и да васкрснемо на Судњи дан. Причешћивати се треба што чешће. За ову церемонију користи се бесквасни хлеб и сок од грожђа."
5. Сабат: „Дан „сабат“ (или седми дан недеље, т. ј. субота) је свети дан, кога је Господ благосиљао. Поштује се у знак сећања на стварање света, са надом у вечни мир у будућем животу."
6. "Исус Христос: Реч која је постала тело, умро је на крсту ради искупљења грешника, васкрсао је трећега дана и вазнео се на небо. Он је једини спаситељ човечанства, Творац небеса и земље, и једини истинити Бог".
7. Библија:, које се састоји се од Старог и Новога завета, надахнуто је од Бога, једина је писана истина, и мерило хришћанског живота“.
8. Спасење: је дато благодаћу Божијом кроз веру. Верни се морају ослонити на Духа Светога и следити светлости, прослављати Бога и љубити човечанство“.
9. Црква: „Права црква Исуса Христа, основана од стране нашег господа, кроз Свети Дух за време 'другог доласка' је у ствари црква права црква из времена Апостола“.
10. Други долазак: Господа ће се десити Последњег дана када дође са небеса да суди свету: праведници ће примити живот вечни, док ће грешници бити вечно осуђени“.